# Love to Hate You
Love to Hate You (연애대전?, Yeon-ae daejeonLR; lett. "La battaglia dell'amore") è una serie televisiva sudcoreana distribuita da Netflix il 10 febbraio 2023.

## Trama
Yeo Mi-ran è un'avvocata dallo spirito libero con un forte interesse per la giustizia sociale, specialmente se riguarda le donne. Le piace il sesso, ma ha una bassa opinione degli uomini e non esita a sfoderare le arti marziali contro i cattivi ragazzi. Un mutamento delle circostanze la costringe ad accettare un lavoro in uno studio legale prevalentemente maschile specializzato nel risolvere gli scandali delle celebrità: uno dei suoi clienti è Nam Kang-ho, stella dei film romantici con un'avversione per le donne. Quando lo sente fare delle affermazioni misogine definendo le donne delle mere cacciatrici di dote, Mi-ran lo aggiunge alla sua lista di cattivi ragazzi e, convinta che non abbia buone intenzioni con una studentessa con cui è coinvolto, trama per avvicinarsi a lui e rendere pubbliche le sue cattive azioni.

## Personaggi e interpreti
- Yeo Mi-ran, interpretata da Kim Ok-vin
- Nam Kang-ho, interpretato da Teo Yoo
- Do Won-jun, interpretato da Kim Ji-hoon
- Shin Na-eun, interpretata da Go Won-hee